# Mamestra albidilinea
Mamestra albidilinea là một loài bướm đêm trong họ Noctuidae.